# Yaso (rey de Argos)
En la mitología griega, Yaso (en griego Ἴασος) o Yasio (Ἰάσιος) fue un rey mítico de Argos y descendenciente de Foroneo. Su genealogía es muy confusa. 
- Según Helánico de Lesbos se nos dice que Pelasgo, Yaso y Agénor eran hijos de Foroneo (fr. 36a) o de Tríopas (fr. 36b). Foroneo es la lectio facilior y concuerda con nada más que sepamos sobre estas genealogías, por lo que lo más probable es que se trate de un error. Los dos hermanos mayores, Pelasgo e Yaso se repartieron el reino tras la muerte de su padre, quedándose con las mitades occidental y oriental, respectivamente.[1] Esta versión probablemente es a la que se refiere, de manera corrupta Higino «Pelasgo, hijo de Tríopas».[2]
- Hay un escolio una versión bastante idiosincrásica y sin duda helenística de la historia de Arcadia, pero que tiene varios puntos de contacto con otros relatos argivos. Comienza con Pelasgo (hijo de Aréstor, hijo de Yaso) procedente de Argos, que civiliza a los de Arcadia y funda la ciudad de Parrasia. Cilene, epónima del monte, y su hijo fue Licáon, que fundó el santuario de Zeus Liceo en Parrasia. Dejó su reino a su hijo Níctimo, en cuya época ocurrió el diluvio.[3]
- El tratamiento ligeramente diferente de Agénor es otros detalle, que se corresponde con la diferencia de los epítetos en la épica: «pelasgo» y  «yasio» derivan de personas, pero «jinete» debe de haber derivado de algún incidente. Además, en las otras dos genealogías que muestran esta innovación, y que probablemente parte de Helánico, Ío es hija de Yaso; si aceptamos que este detalle también se remonta a Helánico, entonces ha encontrado la forma de insertar su nueva información sobre Yaso. Si aceptamos que este detalle también se remonta a Helánico, entonces ha encontrado una manera de insertar su nueva información sobre Tríopas y sus tres hijos con un impacto mínimo, de hecho con cierta ventaja ya que y su progenie para mantener caliente el trono hasta que llegue Dánao. Ío como hija de Yaso (tal vez la similitud de nombres sugirió la genealogía) se inserta en el árbol genealógico preparado para emigrar.[4]
- Merece la pena enumerar aquí los lugares de nuestro corpus en los que aparecen Asopo o sus hijas. En Acusilao[5] se menciona la propia filiación de Asopo. Antes de citar Acusilao,[6][6] Apolodoro menciona a una hija Ismene cuyo hijo era Yaso, padre de Ío.[7]
- Apolodoro nos dice que de Argos e Ismene, hija de Asopo, nació Yaso, quien, según se cree, fue el padre de Ío, aunque el cronista Cástor y muchos de los poetas trágicos afirman que Ío era hija de Ínaco; para Hesíodo y Acusilao era hija de Pirén.[8] Yaso fue padre de Ío con una tal Léucane.[9]
- Pausanias dice que Argos, nieto por parte de Foroneo, que reinó después de este, dio su nombre al país. De Argo nacieron Píraso y Forbante y Tríopas. Y de Tríopas, Yaso y Agénor. Hija de Yaso, bien en la forma que narra Heródoto, bien el la forma que narran los griegos, fue a Egipto. Crotopo, el hijo de Agénor, obtuvo el poder después de Yaso, y de Crotopo nació Esténelas, y Dánao vino de Egipto contra Gelánor, hijo de Esténelas, y quitó el reino a los descendientes de Agénor.[10]
- En una versión arcaica a Cefeo se le llama Yásida, por Yaso el padre de Ío.[11]